# Sojuz 7
Sojuz 7 è stata una missione della navicella spaziale sovietica Sojuz dell'ottobre 1969. Si trattò del sesto volo equipaggiato di questa capsula nonché del quindicesimo volo nell'ambito del programma Sojuz sovietico.

## Equipaggio
- Anatolij Vasil'evič Filipčenko (primo volo), comandante
- Vladislav Nikolaevič Volkov (primo volo)
- Viktor Vasil'evič Gorbatko (primo volo)

### Equipaggio di riserva
- Vladimir Aleksandrovič Šatalov
- Aleksej Stanislavovič Eliseev
- Pëtr Ivanovič Kolodin

## Missione
Sojuz 7 fu una parte della missione eseguita contemporaneamente alle missioni Sojuz 6 e Sojuz 8. Tutte le tre navicelle spaziali sovietiche si trovavano nello spazio allo stesso momento portando in orbita contemporaneamente sette cosmonauti. L'equipaggio della Sojuz 7 aveva l'incarico di eseguire la manovra di aggancio con la Sojuz 8, mentre l'equipaggio della Sojuz 6 registrava le immagini fotografiche di questa manovra. I sistemi e gli strumenti per la manovra rendezvous di tutte le tre navicelle non funzionarono a perfezione ed incontrarono diversi problemi e pertanto la manovra non poté essere eseguita.
Fonti sovietiche dichiararono successivamente, che non fu previsto l'aggancio tra le due navicelle spaziali, però tali dichiarazioni vengono considerate come poco attendibili, dato che tutte le tre capsule spaziali lanciate nello spazio erano dotate degli appositi adattatori per la manovra di aggancio. Inoltre l'equipaggio della Sojuz 8 era composto da cosmonauti che potevano dimostrare precedenti esperienze con la manovra di aggancio. Questa missione congiunta fu l'ultima di una serie per testare l'equipaggiamento per un allunaggio. A quanto pare, l'insuccesso di questa missione ha contribuito in maniera abbastanza decisiva per porre fine ai programmi lunari sovietici, anche se la motivazione principale rimane senz'altro il fatto che gli Stati Uniti d'America avevano anticipato l'Unione Sovietica in questa corsa verso la Luna. Infatti al tempo del lancio di questa missione, gli americani erano già allunati con l'Apollo 11 portando Neil Armstrong e Edwin Aldrin a camminare sul satellite terrestre. L'Apollo 12, che porterà Pete Conrad e Alan Bean sulla Luna, verrà lanciata a meno di un mese dall'atterraggio di questa missione (per la precisione il 14 novembre 1969).
Il nomignolo per il contatto via radio Буран - "Buran" (tempesta di neve) di questa missione venne successivamente usato quale nome per l'orbiter spaziale sovietico. Pare che il nome sia stato preso da una manovra militare di attacco dell'addestramento militare sovietico.
Infatti, come per la Sojuz 4, la stessa doveva assumere la parte attiva nella manovra di aggancio, mentre la parte passiva era stata denominata con un'espressione del gergo militare sovietico per una manovra di difesa (Гранит - "Granit" - granito). Un'ulteriore curiosità collegata con il nomignolo infine è il fatto che lo stesso inizia con la seconda lettera dell'alfabeto cirillico russo, mentre il nomignolo della Sojuz 6 (Антея - "Anteja" - Anteo) iniziava con la prima lettera di questo alfabeto.